# Battaglia di Marks' Mills
La battaglia di Marks' Mills fu un episodio della cosiddetta spedizione di Camden, un'operazione dell'esercito unionista durante la guerra di secessione americana. Le truppe confederate del maggiore generale Fagan sconfissero un'unità nordista comandata dal tenente colonnello Francis M. Drake, costringendo le forze unioniste ad abbandonare le proprie posizioni a Camden, nell'Arkansas.

## Contesto
A seguito della sconfitta subita nella battaglia di Poison Spring il 18 aprile 1864 il comandante nordista Frederick Steele si ritirò a Camden dove venne circondato dalle truppe confederate di Sterling Price. Ben presto a Camden incominciarono a scarseggiare viveri e munizioni e Steele inviò un'unità di circa 1 800 uomini a procurarsi delle provviste nella vicina Pine Bluff.
Mentre si stava dirigendo verso Pine Bluff, Drake si trovò a dover attraversare il Morrow River che, a causa delle piogge, era in piena. Decise dunque di accamparsi a circa otto miglia dalla città senza sapere che circa 5 000 sudisti erano nei paraggi.

## La battaglia
All'alba del 25 aprile 1864 Drake guadò il Morrow e ripresa la marcia verso Pine Bluff. Mentre si trovava nei pressi di una piccola pianura chiamata Mark's Mills venne attaccato da Fagan.
Assaliti ai fianchi dalle truppe confederate, gli uomini di Drake (nettamente inferiori dal punto di vista numerico) subirono forti perdite. Dopo quattro ore di combattimenti, Drake dovette arrendersi.

## Conseguenze
La disfatta subita da Drake a Marks' Mills causò la perdita di molti uomini e l'impossibilità per le truppe nordiste a Camden di ottenere i rifornimenti di cui avevano bisogno. Le posizioni di Steele erano infatti minacciate dall'arrivo di ulteriori truppe confederate guidate dal tenente generale Edmund Kirby Smith.
Il 26 aprile Steele fu costretto ad abbandonare Camden e a ritirarsi verso Little Rock.